# Mic Michaeli
Gunnar Mathias »Mic« Michaeli, švedski klaviaturist, * 11. november 1963, Upplands – Väsby, Švedska.
Deluje kot klaviaturist v rock skupini Europe. Odraščal je v isti soseski skupaj z večino preostalih članov skupine in se ji pridružil leta 1984 na turneji po izidu plošče Wings of tomorrow, da bi za klaviaturami razbremenil pevca Joeya Tempesta.

## Glasbena kariera
Mic Michaeli je soavtor mnogih skladb skupine Europe. Najbolj znana med njimi je balada »Carrie« z albuma The Final Countdown, ki je izšel leta 1986; napisal jo je skupaj s pevcem  Joeyem Tempestom.
Med mirovanjem skupine Europe je Michaeli snemal in nastopal s skupinami Brazen Abbot,  Last Autumn's Dream in z Glennom Hughesom. Sodeloval je tudi pri nastanku in snemanju nekaterih skladb s tretjega samostojnega albuma Joeya Tempesta, ki je izšel leta 2002.
Od leta 2003 dalje skupina Europe znova deluje v stari postavi, z Micom Michaelijem na klaviaturah. Vzporedno z delovanjem v skupini Europe nastopa tudi z novoustanovljeno norveško skupino Nordic Beast.

## Zasebno življenje
Mic Michaeli je ločen in oče treh otrok: Marcusa, Moe in Matilde. 

## Diskografija
Europe
- The Final Countdown (1986)
- Out of This World (1988)
- Prisoners in Paradise (1991)
- Start from the Dark (2004)
- Secret Society (2006)
- Last Look at Eden (2009)
- Bag of Bones (2012)
- War of kings (2015)
- Walk This Earth (2017)

Ostali izvajalci
- Tone Norum - One of a Kind (1986)
- Glenn Hughes - From Now On... (1994)
- Glenn Hughes - Burning Japan Live (1994)
- Brazen Abbot - Live and Learn (1995)
- Brazen Abbot - Eye of the Storm (1996)
- Brains Beat Beauty - First Came Moses, Now This... (1997)
- Brazen Abbot - Bad Religion (1997)
- Thore Skogman - Än Är Det Drag (1998)
- Nikolo Kotzev - Nikolo Kotzev's Nostradamus (2001)
- Brazen Abbot - Guilty as Sin (2003)
- Last Autumn's Dream - Last Autumn's Dream (2003)
- Bosses Vänner - Läget? (2007)
- John Norum - Play Yard Blues (2010)